# Gernika-Lumo
Gernika-Lumo (hivatalos és baszk), vagy Guernica y Luno (spanyol: [ɡerˈnika i luno]) Bizkaia tartomány városa Spanyolországban, Baszkföld területén. Az 1366-ban alapított Gernika városhoz 1882-ben csatolták a – jelenleg mintegy kétszáz lakosú, de legalább három évszázaddal korábban alapított – szomszédos Lumót. Gernika-Lumo népessége 2013-ban 16 863 fő volt.
A település az 1937. április 26-án, a spanyol polgárháború során a német és olasz légierő által végrehajtott terrorbombázásról ismert, amely az egyik első jelentős nemzetközi visszhangot kapó, lakott települést érő és többszáz civil áldozatot követelő légibombázás volt. Az esemény ihlette Pablo Picasso Guernica című festményét.

## Testvérvárosok
- Pforzheim
- Boise

## Népesség
A település lakosságának változását az alábbi diagram mutatja:
| Lakosok száma | 15 433 | 15 571 | 16 171 | 16 244 | 16 812 | 16 797 | 16 915 | 17 016 | 16 855 | 17 033 |
|               | 2001   | 2004   | 2007   | 2009   | 2012   | 2014   | 2017   | 2019   | 2022   | 2024   |